# 대구동호초등학교
대구동호초등학교(大邱東湖初等學校)는 대한민국 대구광역시 동구에 위치하고 있는 공립 초등학교이다.
복도 크기가 넓어 전국에서 복도가 넓은 학교 중 하나이다.

## 학교 연혁
- 2001-11-08 대구동호초등학교 설립 인가
- 2002-06-24 교사 신축 공사 착공
- 2002-09-20 교사 준공
- 2003-09-01 초대 김휘영 교장 부임
- 2003-09-01 대구동호초등학교 개교(26학급)
- 2004-02-13 제1회 졸업식(졸업생 35명)
- 2004-03-01 대구동호초등학교 병설 유치원 개원
- 2005-01-04 제2대 이진영 교장 부임
- 2006-02-17 제3회 졸업식(졸업생 104명, 총 198명)
- 2006-03-02 30(1)학급 편성 운영(951명)
- 2007-02-14 제4회 졸업식(졸업생 98명, 총 296명)
- 2007-03-02 32(1)학급 편성 운영
- 2007-09-01 제3대 박길수 교장 부임
- 2008-02-21 제5회 졸업식(졸업생 120명, 총 416명)
- 2008-03-01 34(1)학급 편성 운영
- 2009-02-11 제6회 졸업식(졸업생 124명, 총 540명)
- 2009-03-01 제4대 이성우 교장 부임
- 2009-03-02 34(1)학급 편성 운영
- 2010-02-11 제7회 졸업식(졸업생 147명, 총 : 687명)
- 2010-03-01 '녹색성장' 시범학교 지정운영(대구광역시교육청)
- 2010-03-01 35학급 편성 운영(학습 도움반 1학급)
- 2011-02-16 제8회 졸업식(남 71명, 여 75명, 계 146명)
- 2011-03-01 '녹색성장' 시범학교 지정운영(대구광역시교육청)
- 2011-03-01 37학급 편성 운영(학습 도움반 1학급)
- 2011-09-01 제5대 김광탁 교장 부임
- 2012-02-16 제9회 졸업식(졸업생 151명, 총: 984명)
- 2012-03-01 37학급 편성 운영(도움반 포함)
- 2013-02-15 제10회 졸업식(졸업생 153명, 총: 1137명)
- 2013-03-01 37학급 편성 운영(도움반 포함)
- 2014-02-14 제11회 졸업식(졸업생 163명, 총: 1300명)
- 2014-03-01 37학급 편성 운영(도움반 포함)
- 2014-09-01 제6대 안창섭 교장 부임
- 2014-12-31 장학활동 유공학교 표창(대구광역시교육감)
- 2015-02-13 제12회 졸업식(졸업생 135명, 총: 1435명)
- 2015-03-01 37학급 편성 운영(도움반 포함)
- 2020-03-02 제13회 졸업식(졸업생 145명, 총:1569명)

## 참고 자료
- 대구동호초등학교 - 한국교육학술정보원 학교알리미